# Crossroads Guitar Festival

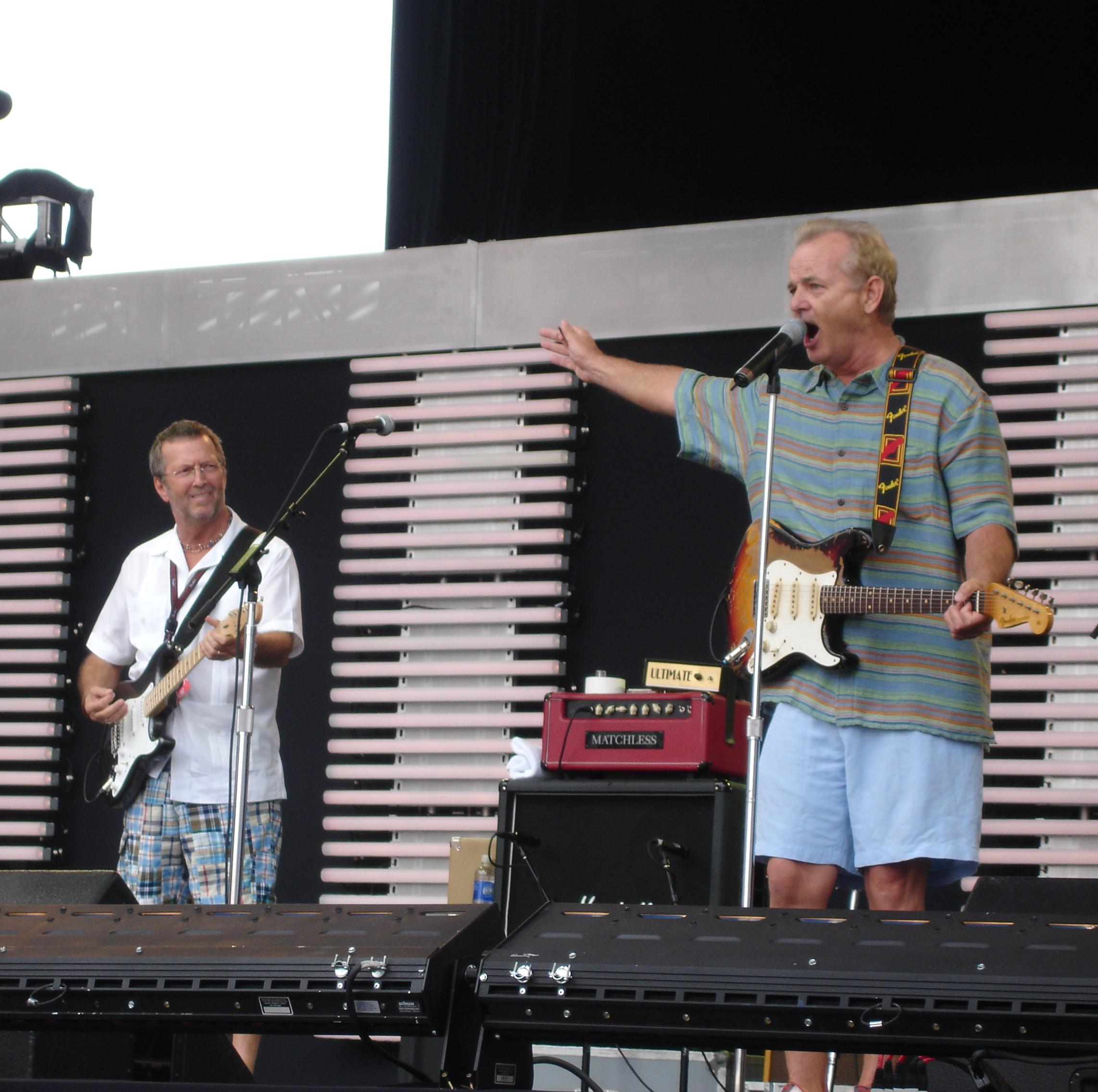
Eric Clapton (links) und Bill Murray, Crossroads Guitar Festival 2007

Das Crossroads Guitar Festival ist ein Musikfestival und Benefizkonzert, das seit 1999 in unregelmäßigen Abständen stattfindet. Die Einnahmen der Festivals kommen dem Crossroads Centre zugute, einem Drogentherapiezentrum auf Antigua, das in den 1990er Jahren von Eric Clapton zusammen mit Richard Conte gegründet wurde. Clapton ist auch der Organisator des Crossroads Guitar Festivals.

## Erstes Festival 1999
Das erste Festival der Reihe fand am 30. Juni 1999 im Madison Square Garden in New York City statt. Der Name des Festivals war „Eric Clapton & Friends in Concert: A Benefit for the Crossroads Centre at Antigua“; erst bei den später folgenden Konzerten ab 2004 wurde der Name „Crossroads Guitar Festival“ verwendet.
Zu den Musikern, die 1999 auftraten, gehörten David Sanborn, Sheryl Crow, Bob Dylan, Mary J. Blige.

## Crossroads Guitar Festival 2004
Das erste Festival unter dem Namen Crossroads Guitar Festival fand vom 4. bis zum 6. Juni 2004 im Cotton Bowl Stadion in Dallas, Texas, statt. Eine Doppel-DVD mit 250 Minuten Konzertmitschnitt erschien im selben Jahr, zeigte jedoch nicht alle aufgetretenen Künstler.

### Künstler
Zu den Künstlern, die nicht auf der Doppel-DVD vertreten sind, gehören Jeff Beck, Pat Metheny, Neal Schon und Styx.
- Johnny A.
- Jeff Beck
- Vishwa Mohan Bhatt
- Ron Block
- Booker T. & the MG’s
- Doyle Bramhall II
- J.J. Cale
- Larry Carlton
- Eric Clapton
- Robert Cray
- Sheryl Crow
- Bo Diddley
- Jerry Douglas
- David Honeyboy Edwards
- Vince Gill
- Buddy Guy
- David Hidalgo
- Zakir Hussain
- David Johansen
- Eric Johnson
- B. B. King
- Sonny Landreth
- Jonny Lang
- Robert Lockwood, Jr.
- John Mayer
- John McLaughlin
- Pat Metheny
- Robert Randolph
- Duke Robillard
- Carlos Santana
- Neal Schon
- Styx
- Hubert Sumlin
- James Taylor
- Dan Tyminski
- Steve Vai
- Jimmie Vaughan
- Joe Walsh
- Tal Wilkenfeld
- ZZ Top

## Crossroads Guitar Festival 2007
Das Crossroads Guitar Festival 2007 fand am 28. Juli im Toyota Park in Bridgeview, Illinois, statt. Die 28.000 Tickets sollen innerhalb von 22 Minuten ausverkauft gewesen sein. Im gleichen Jahr erschien ein Konzertmitschnitt auf einer Doppel-DVD.

### Künstler
Auf der Hauptbühne traten auf (in der Reihenfolge der Auftritte):
- Bill Murray
- Sonny Landreth
- John McLaughlin
- Alison Krauss and Union Station featuring Jerry Douglas
- Doyle Bramhall II
- The Derek Trucks Band mit Susan Tedeschi und Johnny Winter
- Robert Randolph and the Family Band
- The Robert Cray Band mit Jimmie Vaughan, Hubert Sumlin und B. B. King
- Aaron Loesch (Gewinner des King of the Blues Contest 2007, veranstaltet vom Guitar Center)
- John Mayer
- Vince Gill mit Albert Lee, Sheryl Crow, Peter Stroud und Willie Nelson
- Los Lobos
- Jeff Beck mit Tal Wilkenfeld, Vinnie Colaiuta und Jason Rebello
- Eric Clapton mit Robbie Robertson und Steve Winwood
- Buddy Guy
- Finale mit Buddy Guy, Eric Clapton, Robert Cray, John Mayer, Hubert Sumlin, Johnny Winter und Jimmie Vaughan

Auf der zweiten Bühne im Festival Village spielten:
- Orianthi
- Harvey Mandel
- Jedd Hughes
- Pete Huttlinger
- Tab Benoit und Louisiana’s LeRoux
- Jeff Baxter
- Todd Wolfe
- Tyler Bryant

## Crossroads Guitar Festival 2010
Das Crossroads Guitar Festival 2010 fand am 26. Juni wieder im Toyota Park statt.

### Künstler
Bill Murray führte durch das Programm. Die Reihenfolge der Auftritte war:
- Kirby Kelley (Gewinner des King of the Blues contest 2009, veranstaltet vom Guitar Center)
- Sonny Landreth
- Robert Randolph and the Family Band mit Joe Bonamassa und Pino Daniele
- The Robert Cray Band mit Jimmie Vaughan und Hubert Sumlin
- Bert Jansch
- Stefan Grossman mit Keb’ Mo’
- ZZ Top
- Doyle Bramhall II und Faded Boogie mit Gary Clark Jr., Sheryl Crow, Derek Trucks und Susan Tedeschi
- Vince Gill mit Albert Lee, James Burton und Keb’ Mo’
- Citizen Cope mit Sheryl Crow
- Earl Klugh
- John Mayer Trio
- Buddy Guy mit Jonny Lang und Ronnie Wood
- The Derek Trucks and Susan Tedeschi Band mit Warren Haynes, Sheryl Crow, David Hidalgo, César Rosas und Johnny Winter (ursprünglich war an dieser Stelle die Allman Brothers Band vorgesehen)
- Jeff Beck mit Rhonda Smith, Narada Michael Walden und Jason Rebello
- Eric Clapton mit Steve Winwood und Citizen Cope und Jeff Beck
- B. B. King mit der Robert Cray Band, Jimmie Vaughan und Eric Clapton
- Finale mit vielen der anwesenden Künstler, die zusammen Sweet Home Chicago vortrugen

### Titelliste
- DVD 1
  - Eric Clapton & Sonny Landreth – Promise Land (Live)
  - Sonny Landreth – Z. Rider (Live)
  - Robert Randolph & The Family Band – Traveling Shoes (Live)
  - Pino Daniele, Joe Bonamassa, Robert Randolph & The Family Band – Going Down (Live)
  - Robert Cray, Jimmie Vaughan, Hubert Sumlin – Killing Floor (Live)
  - Robert Cray, Jimmie Vaughan, Hubert Sumlin – Six Strings Down (Live)
  - ZZ Top – Waiting For The Bus (Live)
  - ZZ Top – Jesus Just Left Chicago (Live)
  - Doyle Bramhall II – Gypsy Blood (Live)
  - Doyle Bramhall II – In My Time Of Dying (Jesus Make Up My Dying Bed) (Live)
  - Gary Clark Jr. – Bright Lights (Live)
  - Sheryl Crow, Derek Trucks, Susan Tedeschi, Doyle Bramhall II, Gary Clark Jr. – Long Road Home (Live)
  - Sheryl Crow, Eric Clapton, Doyle Bramhall II, Gary Clark Jr. – Our Love Is Fading (Live)
  - Bert Jansch – Blackwaterside (Live)
  - Stefan Grossman & Keb’ Mo’ – Mississippi Blues (Live)
  - Stefan Grossman & Keb’ Mo’ – Roll And Tumble Blues (Live)
  - Vince Gill, Keb’ Mo’, James Burton, Earl Klugh, Albert Lee – One More Last Chance (Live)
  - Vince Gill, Keb’ Mo’, James Burton, Earl Klugh, Albert Lee – Mystery Train (Live)
  - Vince Gill, Sheryl Crow, Keb’ Mo’, Albert Lee, James Burton, Albert Lee – Lay Down Sally (Live)
  - Earl Klugh – Angelina (Live)
  - Earl Klugh – Vonetta (Live)
  - John Mayer Trio – Who Did You Think I Was (Live)
  - John Mayer Trio – Ain't No Sunshine (Live)

- DVD 2
  - Derek Trucks & Susan Tedeschi Band – Midnight In Harlem (Live)
  - Derek Trucks & Susan Tedeschi Band With Warren Haynes – Coming Home (Live)
  - Warren Haynes – Soulshine (Live)
  - David Hidalgo & César Rosas With Derek Trucks – Don't Keep Me Wondering (Live)
  - Derek Trucks & Susan Tedeschi Band With Warren Haynes, David Hidalgo, César Rosas & Chris Stainton – Space Captain (Live)
  - Buddy Guy, Jonny Lang, Ronnie Wood – Five Long Years (Live)
  - Buddy Guy, Jonny Lang, Ronnie Wood – Miss You (Live)
  - Jeff Beck – Hammerhead (Live)
  - Jeff Beck – Nessun Dorma (Live)
  - Eric Clapton – Crossroads (Live)
  - Eric Clapton & Citizen Cope – Hands Of The Saints (Live)
  - Eric Clapton – I Shot The Sheriff (Live)
  - Eric Clapton & Jeff Beck – Shake Your Money Maker (Live)
  - Eric Clapton & Steve Winwood – Had To Cry Today (Live)
  - Eric Clapton & Steve Winwood – Voodoo Chile (Live)
  - Eric Clapton & Steve Winwood – Dear Mr. Fantasy (Live)
  - B.B. King & Ensemble – The Thrill Is Gone (Live)

## Crossroads Guitar Festival 2013
Das Crossroads Guitar Festival 2013 fand am 12. und 13. April im Madison Square Garden in New York statt. Konzertmitschnitte sind auf DVD, CD, LP und Blu-ray erhältlich.

### Künstler
An den beiden Festivaltagen traten auf:
- Allman Brothers Band
- Jeff Beck
- Dave Biller
- Booker T. Jones
- Doyle Bramhall II
- Eric Clapton
- Gary Clark Jr.
- Citizen Cope
- Robert Cray
- Andy Fairweather Low
- Vince Gill
- Buddy Guy
- Allan Holdsworth
- Beth Hart
- B. B. King
- Earl Klugh
- Sonny Landreth
- Albert Lee
- Los Lobos
- John Mayer
- Blake Mills
- Keb’ Mo’
- Robert Randolph
- Keith Richards
- Robbie Robertson
- Kurt Rosenwinkel
- John Scofield
- Quinn Sullivan
- Taj Mahal
- Derek Trucks
- Keith Urban
- Jimmie Vaughan

### Titelliste
- DVD 1
  - Eric Clapton – Tears In Heaven 4:49 L
  - Eric Clapton With Vince Gill – Lay Down Sally 4:39 L
  - Booker T. Jones With Steve Cropper, Keb’ Mo’, Blake Mills, Matt "Guitar" Murphy & Albert Lee – Green Onions 7:26 I L
  - Kurt Rosenwinkel – Heavenly Bodies 5:24 I L
  - Earl Klugh – This Time 2:13 I L
  - Earl Klugh – Mirabella 1:17 I L
  - The Robert Cray Band – Great Big Old House 5:32 L
  - Doyle Bramhall II With Gar Clark Jr. – She's Alright 6:16 L C
  - Doyle Bramhall II With Citizen Cope – Bullet And A Target 4:14 L
  - John Mayer – Queen Of California 8:17 L
  - John Mayer With Keith Urban – Don't Let Me Down 6:45 L C
  - Gary Clark Jr. – Next Door Neighbor Blues 4:02 L
  - Buddy Guy, Robert Randolph, Quinn Sullivan – Damn Right, I've Got The Blues 6:39 L
  - The Allman Brothers Band With Eric Clapton – Why Does Love Got To Be So Sad 8:27
- DVD 2
  - Sonny Landreth With Derek Trucks – Congo Square 6:56 L
  - John Mayer With Doyle Bramhall II – Change It 4:36 L
  - Jimmie Vaughan – Ooh-Ooh-Ooh 4:52 L C
  - Blake Mills With Derek Trucks – Save The Last Dance For Me 3:30 L C
  - Los Lobos – Don't Worry Baby 3:41 L
  - Vince Gill With Albert Lee – I Ain't Living Long Like This 6:25 L C
  - Taj Mahal With Keb’ Mo’ – Diving Duck Blues 4:58 L
  - Gary Clark Jr. – When My Train Pulls In 9:00 L
  - Jeff Beck – Mná Na Héireann 4:21 I L C
  - Greg Allman, Warren Haynes, Derek Trucks – The Needle And The Damage Done 2:38 L C
  - Greg Allman, Warren Haynes, Derek Trucks – Midnight Rider 3:33 L
  - Eric Clapton With Keith Richards – Key To The Highway 4:35 L C
  - Andy Fairweather Low With Eric Clapton – Gin House Blues 5:48 L C
  - Eric Clapton – Got To Get Better In A Little While 6:35 L
  - Eric Clapton – Sunshine Of Your Love 6:22
- Nicht auf DVD erschienen
  - Eric Clapton, B.B. King, Robert Cray and Jimmie Vaughan – Everyday I Get The Blues 7:20 L[7]

## Crossroads Guitar Festival 2019
Das Crossroads Guitar Festival 2019 fand am 20. und 21. September im American Airlines Center in Dallas, Texas statt. Bill Murray führte durch das Programm.

### Künstler
An den beiden Festivaltagen traten auf:
- Alan Darby
- Albert Lee
- Andy Fairweather Low
- Billy Gibbons
- Bonnie Raitt
- Bradley Walker
- Buddy Guy Band
- Daniel Santiago
- Derek Trucks
- Doyle Bramhall II
- Eric Clapton
- Gary Clark Jr.
- Gustavo Santaolalla
- James Bay
- Jeff Beck
- Jerry Douglas
- Jimmie Vaughan
- Joe Walsh
- John Mayer
- Jonny Lang
- Keb' Mo'
- Kurt Rosenwinkel
- Los Lobos
- Pedro Martins
- Peter Frampton
- Robert Cray
- Robert Randolph
- Sheryl Crow
- Sonny Landreth
- Susan Tedeschi
- Tom Misch
- Vince Gill
- Citizen Cope
- The Marcus King Band

## Crossroads Guitar Festival 2023
Am 23. und 24. September 2023 fand das siebte Festival der Reihe in der Crypto.com Arena in Downtown Los Angeles statt. Unter den auftretenden Künstlern waren Joe Bonamassa, Gary Clark junior, Judith Hill, H.E.R., Christone Ingram, Albert Lee, ZZ Top u. v. m.